# Juan José Rodríguez (kostarykański piłkarz)
Juan José Rodríguez (ur. 23 czerwca 1967 w Tacares de Grecia) – kostarykański piłkarz grający na pozycji obrońcy.

## Kariera
W swojej karierze Rodríguez występował w kilku klubach. m.in. w AD San Carlos. W reprezentacji Kostaryki zadebiutował 17 kwietnia 2002 roku w zremisowanym 1:1 towarzyskim spotkaniu z Japonią. W tym samym został powołany przez Alexandre Guimarãesa do kadry na Mistrzostwa Świata 2002. Tam był rezerwowym zawodnikiem i nie wystąpił w żadnym spotkaniu. Łącznie w kadrze narodowej zagrał 4 razy.